# 斯梅代雷沃帕蘭卡

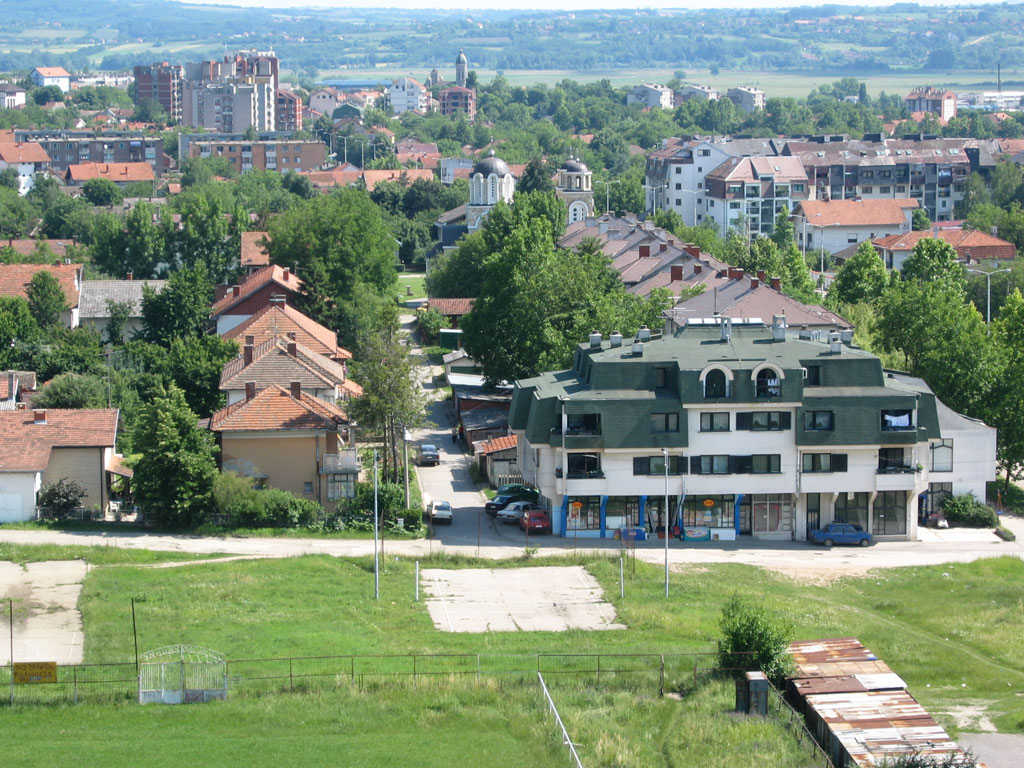

斯梅代雷沃帕蘭卡是塞爾維亞的城鎮，由波杜那瓦州負責管轄，位於該國東部，面積422方公里，海拔高度121米，每年平均降雨量636毫米，主要經濟活動有工業和農業，2011年人口23,152。

## 外部連結
- Official website
- Smederevska Palanka - information （页面存档备份，存于）
- Smederevska Palanka - Today Weather observations （页面存档备份，存于）
- Smederevska Palanka Airport （页面存档备份，存于）